# Karim Ziani
Pour les articles homonymes, voir Ziani.
Ne doit pas être confondu avec Karim M'Ziani.
Karim Ziani, né le 17 août 1982 à Sèvres dans les Hauts-de-Seine, est un footballeur international algérien. 
Passé en jeune cadet au RC France 92 puis à ES Troyes AC. Milieu de terrain, il reste quatre ans dans l'ES Troyes AC. avant d'être prêté au FC Lorient alors en Ligue 2, il est l'un des artisans de la remontée en Ligue 1 lors de la saison 2005-2006. Il rejoint FC Sochaux lors de la saison 2006-2007. Transféré à l'Olympique de Marseille, il jouera deux saisons. En 2009, il est transféré au VfL Wolfsburg, Karim Ziani passe deux saisons, avant d'être prêté pour un an à Kayserispor. Entre 2014 et 2015, il passe une saison aux Émirats arabes unis à Ajman Club et à Fujaïrah SC, puis il signe en Roumanie au Petrolul Ploiești. En 2016, il retourne en France, en signant à US Orléans, qui se trouve alors en Ligue 2 avec lequel il finit sa carrière en 2019.
Il compte 62 sélections en équipe d'Algérie entre 2003 et 2011.
Karim Ziani est ensuite l'entraîneur de l’équipe réserve de l’US Orléans (National 3),.

## Biographie

### Début de carrière à l'ES Troyes
Karim Ziani est né en région parisienne d'un père algérien de  la ville Béjaïa , et d'une mère française. En 1992, il échappe à la mort dans l'attentat de l'aéroport Houari-Boumédiène d'Alger, grâce notamment à son grand-père qui le sauve lui et sa sœur. Il est d'abord repéré par le Racing club de France qui l'intègre à ses équipes jeunes de 1995 à 1998. Il rejoint ensuite le centre de formation de Troyes, signant son premier contrat pro avec le club aubois en 2001. Sous les ordres de l'entraîneur Alain Perrin, il foule pour la première fois les pelouses en championnat de Ligue 1 en décembre 2001 contre le SC Bastia.
Titulaire régulier lors de la saison 2002-2003, il fait ses débuts dans la sélection algérienne le 12 février 2003, à l'occasion d'un match contre la Belgique. Il totalise 28 matchs dont 24 en championnat mais Troyes finit à la dernière place du championnat et est relégué en deuxième division.
Lors de la saison 2003-2004, il joue 40 matchs et marque son premier but professionnel le 16 mai 2004 contre Rouen.

### FC Lorient puis FC Sochaux
Un temps pressenti pour rejoindre l'Italie et le club de Sienne, il part finalement en prêt le 11 octobre 2004 au FC Lorient. Il joue son premier match sous le maillot lorientais lors de la première journée de Ligue 2 contre Montpellier. Le e 24 janvier 2005, il marque contre son ancien club de Troyes. Devenu un élément-clé avec du dispositif lorientais, l'équipe de Christian Gourcuff le recrute pour la saison 2005-2006 qui le verra s'affirmer comme l'un des grands artisans de la remontée en Ligue 1. Il est d'ailleurs désigné meilleur joueur de Ligue 2 au terme de cette saison. Ce titre et son nombre important de sélections en équipe d'Algérie lui attirent l'intérêt de nombreux clubs dont le FC Nantes, l'Olympique de Marseille et l'AS Saint-Étienne.
C'est finalement pour le FC Sochaux-Montbéliard qu'il s'engage pour trois ans en août 2006, retrouvant ainsi l'entraîneur de ses débuts, Alain Perrin. Il joue son premier match sous les couleurs franc-comtoises lors de la première journée de Ligue 1 contre Saint-Étienne et en profite pour marquer son premier but en Ligue 1 de sa carrière. Trois semaines plus tard, il marque son premier doublé de sa carrière contre le Paris St Germain lors d'une victoire 3-2 à Bonal. Le 23 décembre suivant, il s'offre un nouveau doublé contre Nancy En 2006 et 2007, il est élu Ballon d'or algérien. Le 12 mai 2007, il remporte la coupe de France avec le FC Sochaux contre l'OM.

### Olympique de Marseille
En juin 2007, il est recruté par l'Olympique de Marseille, pour une durée de 4 ans. Ce transfert est évalué à 8 millions d'euros. Il joue son premier match sous les couleurs phocéennes le 4 août 2007 contre Strasbourg. Karim Ziani inscrit son premier but sous les couleurs de l'OM le 15 août 2007 lors de la troisième journée contre Valenciennes FC. L'OM lui permettra de découvrir la Ligue des champions le 18 septembre suivant contre Beşiktaş. Cependant, lors de sa première saison à Marseille, il n'est que l'ombre de lui-même. Quasiment invisible sur le terrain, il est très souvent blessé et Eric Gerets lui préfère régulièrement Mathieu Valbuena. Une altercation verbale intervient avec son entraîneur Eric Gerets le 19 mars 2008 lors d'une rencontre de coupe de France, il est mis à pied par l'OM pour une durée de 10 jours, ne touchant pas son salaire et étant écarté du groupe. Malgré une première saison « noire» sous le maillot olympien, il reste à Marseille pour montrer son réel potentiel.
Sa préparation pour la saison 2008-2009 est perturbée par une nouvelle blessure, décelée lors de sa première apparition en match amical d'avant-saison, face au FC Nantes. Karim Ziani commence le match en tant que titulaire au poste de meneur de jeu, poste qu'il affectionne tout particulièrement, et offre une excellente prestation, sous le regard d'Eric Gerets. Mais, à la 30e minute de jeu, ressentant une douleur aux adducteurs, il cède sa place. Ainsi, il rate toute la préparation d'avant-saison, au grand regret de son entraîneur. Il fait son retour quelques jours avant l'ouverture du championnat 2008-2009. Eric Gerets explique alors en conférence de presse le 7 août 2008 que Ziani lui « fait la misère à l'entraînement, de manière positive », avouant qu'il "pète les flammes", selon ses dires. Il est donc titularisé lors du premier match de la saison au Stade Vélodrome face à Auxerre le 17 août 2008, match à l'issue duquel il est élu l'olympien du match[réf. nécessaire] pour son retour, laissant présager de bons espoirs pour cette nouvelle saison.
Le 30 août 2008, il marque le 1er but de l'OM face à son ancien club, FC Sochaux-Montbéliard, pour une victoire 2-1 des Marseillais. Après le huitième de finale de coupe de l'UEFA face à l'Ajax Amsterdam, il ressent une forte douleur au niveau des adducteurs et des muscles abdominaux, ce qui le contraint à une opération puis à un mois de convalescence. Le 19 avril, il fait son retour à Lorient : remplaçant au début du match, il rentre à la 74e minute de jeu et délivre une passe décisive pour Brandao.
Resté à l'Olympique de Marseille de 2007 à 2009, il ne sera finalement pas parvenu à s'y imposer pleinement. En deux ans, il y inscrit 3 buts en Championnat, contre 8 pour sa seule année passée sous les couleurs du FC Sochaux-Montbéliard. N'entrant plus dans les plans du nouvel entraîneur Didier Deschamps, ou souhaitant découvrir un nouvel horizon, Karim Ziani signe le 7 juillet 2009 un contrat de quatre ans au VfL Wolfsburg, champion d'Allemagne en titre, pour un transfert évalué à 7 millions d'euros environ. Avec son nouveau club, il retrouve la Ligue des champions.

### Exil à l'étranger
Il signe le 7 juillet 2009 avec le VfL Wolfsbourg pour un contrat d'une valeur de 10 millions d'euros. L'entraîneur de l'équipe Armin Veh avait exprimé son souhait d'avoir Ziani dans les rangs de son équipe. Après avoir passé une année noire, Karim est prêté au club Kayserispor Kulübü avec option d'achat, option qui ne sera finalement pas levée. Il résilie à l'amiable son contrat avec le club allemand.
Il signe en 2011 avec le club qatari d'El Jaish SC qui est nouvellement promu en première division du Qatar. Il passe une première saison où il ne réussit pas à trouver les chemins du filet mais où il se démarque pour créer des occasions à ses coéquipiers. L'année suivante, il y marque son premier but contre le champion du Qatar en titre, Lekhwiya, d'un centre d'Adriano qu'il reprend et propulse vers le coin du filet à ras le sol de l'extérieur de la surface de réparation, trompant ainsi le gardien. Il donne par la même occasion la victoire à son équipe à l'extérieur.
Le 19 juillet 2013, il résilie son contrat avec El-Jaish et signe le lendemain avec le club qatari d'Al-Arabi.
Le 9 août 2014, il signe au club émirati d'Ajman. En octobre, il n'est pas conservé par son club en raison d'une blessure au genou,.
En février 2015, il s'engage avec Al-Fujaïrah SC. Le 8 juillet suivant et après seulement quelques mois et une douzaine de rencontres jouées, le club décide de se séparer de lui.
Le 1er février 2016, il s'engage avec le club roumain du Petrolul Ploiești.

### Retour en France

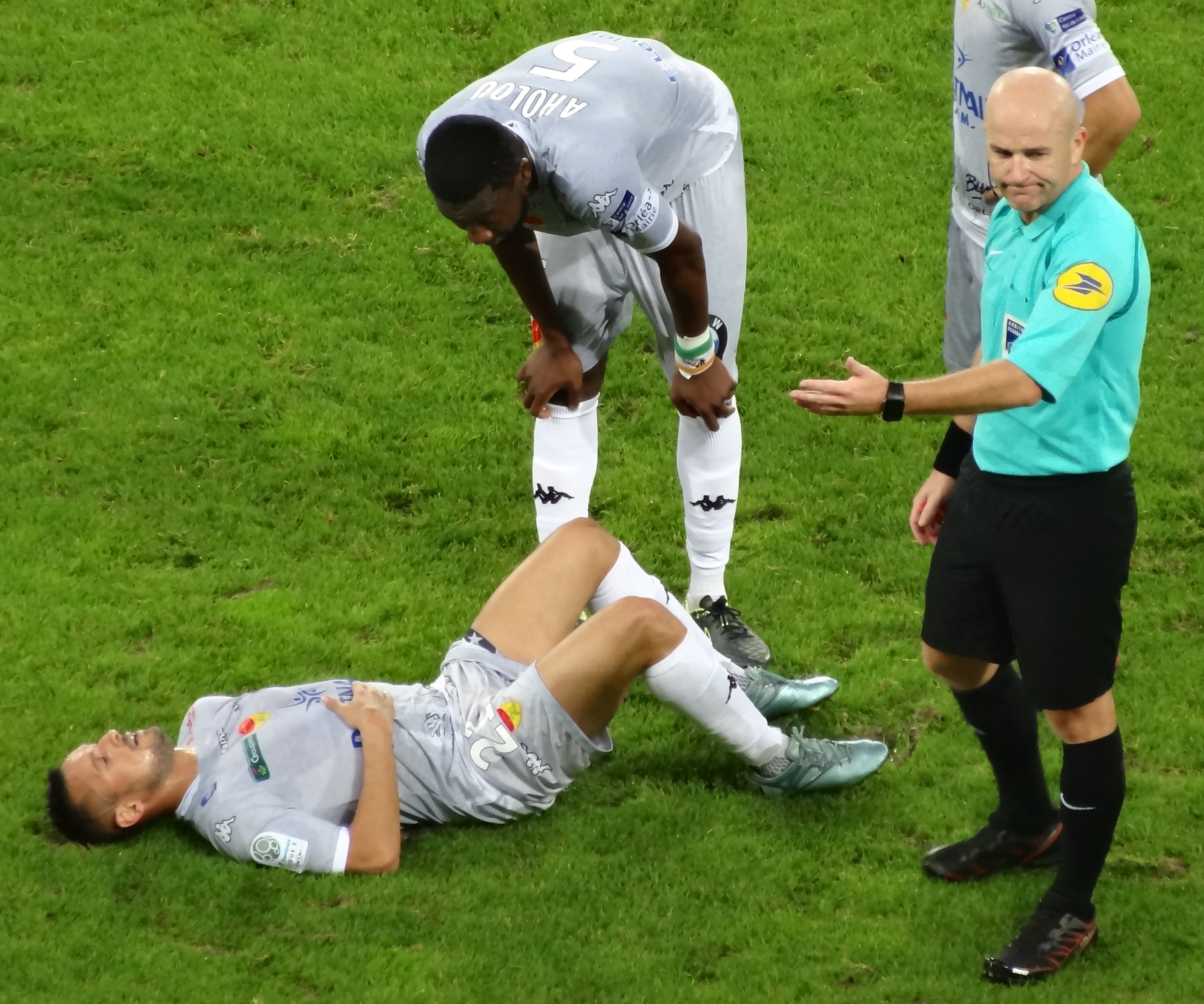
Karim Ziani au sol, en septembre 2016.

Le 16 juin 2016, il signe en faveur de l'US Orléans, alors fraîchement remonté en Ligue 2, pour une durée d'un an, avec une année supplémentaire en option en cas de maintien en Ligue 2. Il joue son premier match pour son retour en France en étant titularisé lors de la première journée de championnat contre Le Havre AC. Après deux petites blessures en août et en septembre qui lui font manquer quatre matchs, il trouve une place de titulaire indiscutable et marque son premier but en février sur penalty lors de la victoire deux buts à un contre le RC Lens, pour la saison qui suit, Karim porte le n°10 et le brassard de capitaine, il est le leader de son équipe.

### Carrière internationale

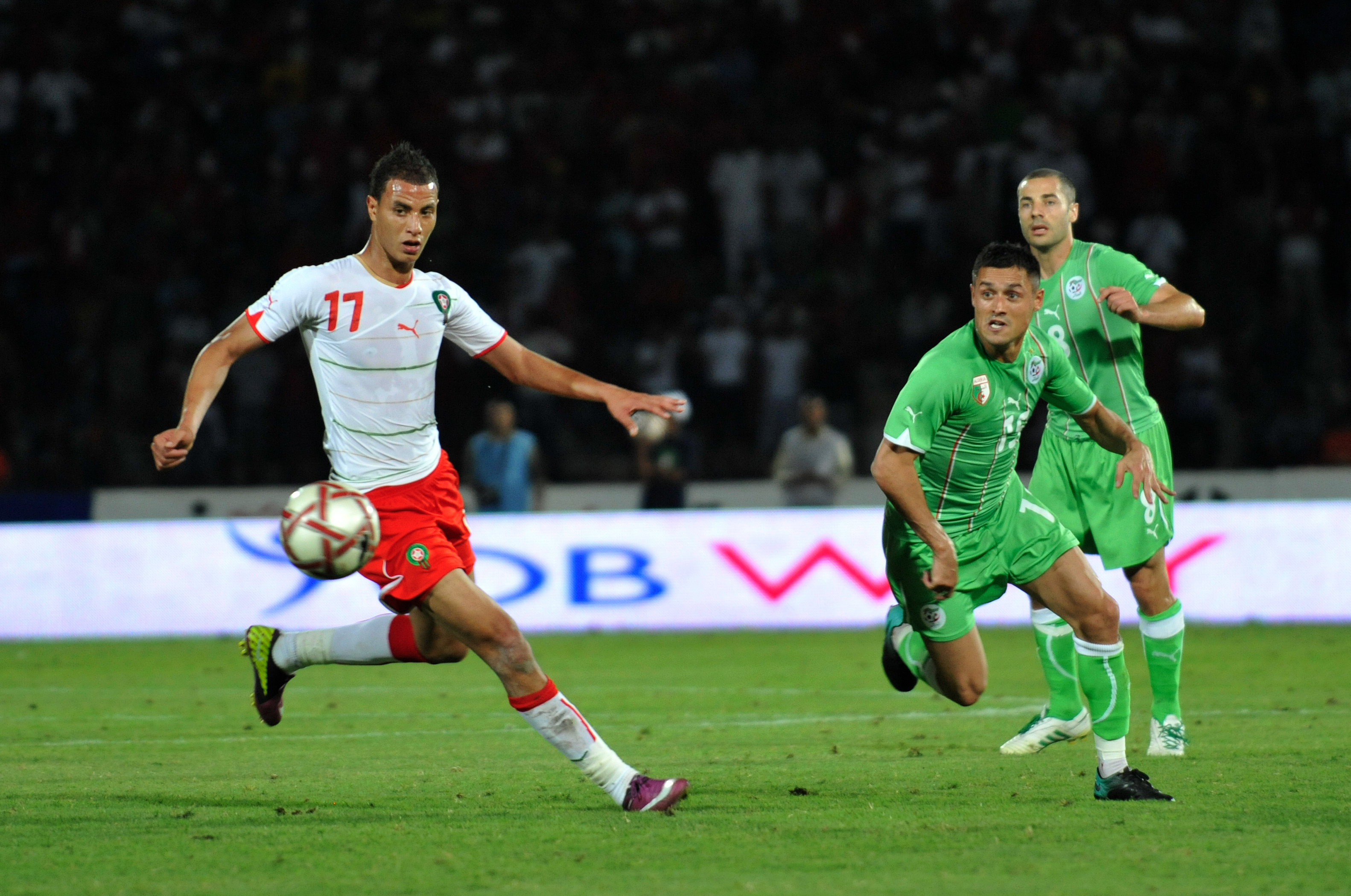
Marouane Chamakh aux prises avec Karim Ziani et Medhi Lacen

Karim Ziani représente l'équipe nationale algérienne de 2003 à 2011. Il honore sa première sélection lors d'un match amical contre la Belgique.
Il participe à la Coupe d'Afrique des nations 2004, où l'Algérie est éliminé en quarts de finale par le Maroc lors de la prolongation, alors qu'elle menait sur le score de 1-0. Il marque son premier but avec les fennecs contre la Gambie, d'un pénalty qui va donner une victoire 1-0 à l'Algérie lors d'un match comptant pour les qualifications à la Coupe d'Afrique des nations 2008.
Le 11 octobre 2009, à l'occasion du match contre le Rwanda à Blida, comptant pour les qualification à la Coupe du monde 2010, il se fait pousser à la 95e minute du match dans la surface de réparation par un défenseur rwandais. Cette faute provoque un pénalty qu'il transforme, permettant ainsi à l'Algérie de s'imposer sur le score de 3-1 et de rester première de son groupe avant la dernière rencontre perdu contre l'Égypte (0-2), ce qui va donner lieu à un match de barrage entre les deux équipes.
Le 18 novembre 2009, Karim participe à la rencontre de barrage au Soudan face à l'Égypte que l'Algérie remporte 1-0, d'un but d'Antar Yahia après une passe décisive de Ziani. Cette victoire lui permet de se qualifier à la Coupe du monde en Afrique du Sud en juin 2010, et de disputer une nouvelle Coupe d'Afrique des Nations.
Karim Ziani a la particularité d'avoir marqué ses 5 buts avec l'Algérie uniquement sur coup de pied arrêté, avec 1 coup franc et 4 penaltys.

### Vie privée
Il est depuis 2010 le beau-frère de son ami et coéquipier en sélection Antar Yahia, celui-ci ayant épousé sa sœur Karima.

## Statistiques

### En club
| Saison                | Club                      | Championnat           | Championnat | Championnat | Coupe(s) nationale(s) | Coupe(s) nationale(s) | Compétition(s) continentale(s) | Compétition(s) continentale(s) | Compétition(s) continentale(s) | Total | Total |
| Saison                | Club                      | Division              | M.          | B.          | M.                    | B.                    | Comp.                          | M.                             | B.                             | M.    | B.    |
| 1999-2000             | ES Troyes AC B            | 4                     | 5           | 1           | -                     | -                     | -                              | -                              | -                              | 5     | 1     |
| 2000-2001             | ES Troyes AC B            | 4                     | 31          | 2           | -                     | -                     | -                              | -                              | -                              | 31    | 2     |
| 2001-2002             | ES Troyes AC B            | 4                     | 21          | 9           | -                     | -                     | -                              | -                              | -                              | 21    | 9     |
| 2001-2002             | ES Troyes AC              | 1                     | 8           | 0           | 2                     | 0                     | -                              | -                              | -                              | 10    | 0     |
| 2002-2003             | ES Troyes AC              | 1                     | 24          | 0           | 2                     | 0                     | -                              | -                              | -                              | 26    | 0     |
| 2003-2004             | ES Troyes AC              | 2                     | 28          | 1           | 4                     | 0                     | -                              | -                              | -                              | 32    | 1     |
| 2004-2005             | ES Troyes AC              | 2                     | 3           | 0           | 0                     | 0                     | -                              | -                              | -                              | 3     | 0     |
| 2004-2005             | FC Lorient (prêt)         | 2                     | 24          | 1           | 1                     | 0                     | -                              | -                              | -                              | 25    | 1     |
| 2005-2006             | FC Lorient                | 2                     | 37          | 7           | 5                     | 0                     | -                              | -                              | -                              | 42    | 7     |
| 2006-2007             | FC Sochaux-Montbéliard    | 1                     | 36          | 8           | 8                     | 1                     | -                              | -                              | -                              | 44    | 9     |
| 2007-2008             | Olympique de Marseille    | 1                     | 21          | 1           | 4                     | 0                     | C1+C3                          | 3+1                            | 0+0                            | 29    | 1     |
| 2008-2009             | Olympique de Marseille    | 1                     | 28          | 2           | 2                     | 0                     | C1+C3                          | 7+2                            | 0+0                            | 39    | 2     |
| 2009-2010             | VfL Wolfsbourg            | 1                     | 10          | 0           | 2                     | 0                     | C1+C3                          | 4+0                            | 0+0                            | 16    | 0     |
| 2010-2011             | VfL Wolfsbourg            | 1                     | 5           | 0           | 2                     | 0                     | -                              | -                              | -                              | 7     | 0     |
| 2010-2011             | Kayserispor Kulübü (prêt) | 1                     | 13          | 0           | 0                     | 0                     | -                              | -                              | -                              | 13    | 0     |
| 2011-2012             | El Jaish SC               | 1                     | 22          | 0           | 12                    | 1                     | -                              | -                              | -                              | 34    | 1     |
| 2012-2013             | El Jaish SC               | 1                     | 19          | 1           | 13                    | 3                     | C1                             | 7                              | 0                              | 39    | 4     |
| 2013-2014             | Al Arabi Doha             | 1                     | 23          | 3           | 4                     | 1                     | -                              | -                              | -                              | 27    | 4     |
| 2014-2015             | Ajman Club                | 1                     | 3           | 0           | 0                     | 0                     | -                              | -                              | -                              | 3     | 0     |
| 2014-2015             | Fujaïrah SC               | 1                     | 11          | 0           | 1                     | 0                     | -                              | -                              | -                              | 12    | 0     |
| 2015-2016             | Petrolul Ploiești         | 1                     | 14          | 0           | 0                     | 0                     | -                              | -                              | -                              | 14    | 0     |
| 2016-2017             | US Orléans                | 2                     | 34          | 3           | 1                     | 0                     | -                              | -                              | -                              | 35    | 3     |
| 2017-2018             | US Orléans                | 2                     | 28          | 5           | 3                     | 1                     | -                              | -                              | -                              | 31    | 6     |
| 2018-2019             | US Orléans                | 2                     | 22          | 1           | 4                     | 1                     | -                              | -                              | -                              | 26    | 2     |
| Total sur la carrière | Total sur la carrière     | Total sur la carrière | 469         | 45          | 71                    | 8                     | -                              | 24                             | 0                              | 564   | 53    |

### En sélection nationale
| Saison                | Sélection             | Phases finales                    | Phases finales | Phases finales | Phases finales | Éliminatoires CDM | Éliminatoires CDM | Éliminatoires CDM | Éliminatoires CAN | Éliminatoires CAN | Éliminatoires CAN | Matchs amicaux | Matchs amicaux | Matchs amicaux | Total | Total | Total |
| Saison                | Sélection             | Compétition                       | M              | B              | Pd             | M                 | B                 | Pd                | M                 | B                 | Pd                | M              | B              | Pd             | M     | B     | Pd    |
| --------------------- | --------------------- | --------------------------------- | -------------- | -------------- | -------------- | ----------------- | ----------------- | ----------------- | ----------------- | ----------------- | ----------------- | -------------- | -------------- | -------------- | ----- | ----- | ----- |
| 2002-2003             | Algérie               | -                                 | -              | -              | -              | -                 | -                 | -                 | -                 | -                 | -                 | 2              | 0              | 1              | 2     | 0     | 1     |
| 2003-2004             | Algérie               | CAN 2004                          | 4              | 0              | 0              | 4                 | 0                 | 0                 | -                 | -                 | -                 | 3              | 0              | 0              | 11    | 0     | 0     |
| 2004-2005             | Algérie               | -                                 | -              | -              | -              | 3                 | 0                 | 0                 | -                 | -                 | -                 | 3              | 0              | 0              | 6     | 0     | 0     |
| 2005-2006             | Algérie               | -                                 | -              | -              | -              | 1                 | 0                 | 0                 | -                 | -                 | -                 | 1              | 0              | 0              | 2     | 0     | 0     |
| 2006-2007             | Algérie               | -                                 | -              | -              | -              | -                 | -                 | -                 | 4                 | 1                 | 3                 | 3              | 0              | 0              | 7     | 1     | 3     |
| 2007-2008             | Algérie               | -                                 | -              | -              | -              | 4                 | 2                 | 0                 | 1                 | 0                 | 0                 | 3              | 0              | 0              | 8     | 2     | 0     |
| 2008-2009             | Algérie               | -                                 | -              | -              | -              | 4                 | 0                 | 2                 | -                 | -                 | -                 | 1              | 0              | 1              | 5     | 0     | 3     |
| 2009-2010             | Algérie               | CAN 2010 4e + Coupe du monde 2010 | 6+3            | 0              | 2+0            | 4                 | 1                 | 2                 | -                 | -                 | -                 | 4              | 1              | 0              | 17    | 2     | 4     |
| 2010-2011             | Algérie               | -                                 | -              | -              | -              | -                 | -                 | -                 | 2                 | 0                 | 0                 | 1              | 0              | 0              | 3     | 0     | 0     |
| 2011-2012             | Algérie               | -                                 | -              | -              | -              | -                 | -                 | -                 | 1                 | 0                 | 0                 | -              | -              | -              | 1     | 0     | 0     |
| Total sur la carrière | Total sur la carrière | Total sur la carrière             | 13             | 0              | 2              | 20                | 3                 | 4                 | 8                 | 1                 | 3                 | 21             | 1              | 2              | 62    | 5     | 11    |

### Matchs internationaux
Le tableau suivant liste les rencontres de l'équipe d'Algérie auxquelles Karim Ziani participe du 12 février 2003 au 3 septembre 2011.

### Buts internationaux
| # | Date            | Lieu                                     | Adversaire          | Score | Résultat | Compétition                        |
| - | --------------- | ---------------------------------------- | ------------------- | ----- | -------- | ---------------------------------- |
| 1 | 7 octobre 2006  | Stade 5-juillet-1962, Alger, Algérie     | Gambie              | 1 - 0 | 1 - 0    | Qualifications CAN 2008            |
| 2 | 6 juin 2008     | Stade Mustapha Tchaker, Blida, Algérie   | Liberia             | 2 - 0 | 3 - 0    | Qualifications Coupe du monde 2010 |
| 3 | 6 juin 2008     | Stade Mustapha Tchaker, Blida, Algérie   | Liberia             | 3 - 0 | 3 - 0    | Qualifications Coupe du monde 2010 |
| 4 | 11 octobre 2009 | Stade Mustapha Tchaker, Blida, Algérie   | Rwanda              | 3 - 1 | 3 - 1    | Qualifications Coupe du monde 2010 |
| 5 | 5 juin 2010     | EasyCredit-Stadion, Nuremberg, Allemagne | Émirats arabes unis | 1 - 0 | 1 - 0    | Match amical                       |

## Palmarès

### En club
- FC Sochaux
  - Vainqueur de la Coupe de France en 2007

- Olympique de Marseille
  - Vice-champion de France en 2009
- VfL Wolfsburg
  - Finaliste de la Supercoupe d'Allemagne en 2009 [17]

- El Jaish SC
  - Vainqueur de la Qatari Stars Cup 2013

### Distinctions personnelles
- Ballon d'Or algérien en 2006 et en 2007
- DZFoot d'or en 2004, 2005 et 2006
- MsilaDZ d'Or en 2009[18]
- Membre de l'équipe type de la CAN en 2004 et 2010
- L'Étoile d'or France Football de Ligue 2 en 2005
- Trophées UNFP : élu meilleur joueur de Ligue 2 2006
- Trophées UNFP : Membre de l'équipe-type de Ligue 2 2006
- Élu meilleur joueur du mois de l'Olympique de Marseille en novembre 2008, décembre 2008, janvier 2009 et février 2009 [19],[20],[21]